# Kayhan Özgenç
Kayhan Özgenç (* 2. Dezember 1969 in Bremen) ist ein deutscher Journalist und war bis Mai 2025 Chefredakteur von Business Insider.

## Biografie
Özgenç hat nach einem Volontariat bei der Verdener Aller-Zeitung Sozial- und Wirtschaftsgeschichte, Politik und Kriminologie in Hamburg studiert. Im Anschluss ging er 1997 zum Nachrichtenmagazin Focus. Dort war er unter anderem als Leiter des Hamburger sowie des Berliner Büros tätig. 2010 wurde er Chef des Ressorts Investigative Recherche. 2011 wechselte er als Leiter des Investigativ-Ressorts zur Bild am Sonntag, wo er seit 2018 Mitglied der Chefredaktion war.
Im Januar 2020 wechselte er als stellvertretender Chefredakteur zu Business Insider. Von Juli 2022 bis Mai 2025 war er gemeinsam mit Jakob Wais und Alex Hofmann Chefredakteur. Sein im September 2022 im Berlin Verlag erschienenes Buch Macht und Millionen. Die spektakulärsten Verbrechen und Skandale hat er zusammen Solveig Gode geschrieben, die bis Ende 2023 Wirtschaftsredakteurin bei dem Magazin war. Die Redaktion Business Insider deckte auch den Skandal um den rbb und Patricia Schlesinger auf. Mit ihrem Podcast „Macht & Millionen“ gingen Gode und Özgenc 2022 erstmals auf Live-Tour durch Deutschland.
Özgenc gehört der Jury „Investigation“ für den Stern-Preis (ehemals Henri-Nannen-Preis) an.
Özgenç ist verheiratet mit der Journalistin und Autorin Ulrike Bartholomäus und Vater eines Kindes.

## Journalistischer Stil
Özgenç bezieht regelmäßig zu politischen Themen Position. Sein Wissen ist regelmäßig gefragt in Fachmedien. So gab er in einem Interview mit der Zeitschrift Wirtschaftsjournalist Einblicke in die Arbeit eines investigativen Journalisten. Bei seinen Berichten nennt er die Entscheidungsträger der Konzerne bei vollem Namen. Er ist Verfechter der eigenständigen Recherche von Redaktionen. Journalismus werde in Zukunft nur dann seine Relevanz behalten, wenn Journalisten eigenständig Fakten zusammentragen. In dem Standardwerk  "Investigativer Journalismus in Deutschland" von Andrea Hoffmann schrieb er das Kapitel über  "Die Akte Schlesinger. Wie wir der Misswirtschaft im RBB auf die Schliche kamen" (S. 91 bis 100).

## Auszeichnungen
- 2006 erhielt Özgenç den Henri-Nannen-Preis für die „Beste investigative Leistung“ für die Berichterstattung zur VW-Korruptionsaffäre.
- 2016 erhielt er gemeinsam mit Jan C. Wehmeyer den Helmut-Schmidt-Journalistenpreis.
- 2017 wurde er vom Fachmagazin Wirtschaftsjournalist als Wirtschaftsjournalist des Jahres ausgezeichnet.[18][19]
- 2022 wählte ihn das Medienmagazin Kress pro gemeinsam mit Jakob Wais zum Chefredakteur (Digital) des Jahres[20]
- 2022 gewann er mit Jan C. Wehmeyer und Jakob Wais den 1. Platz als Journalist des Jahres vom Medium Magazin in der Kategorie „Team“. Ausgezeichnet wurden die drei Journalisten von Business Insider für die Aufdeckung der rbb-Affäre um Patricia Schlesinger.[21]